# Nata
Nata is een dorp in het district Central in Botswana. De plaats telt 6714 inwoners (2011).